# Włoszczów
Włoszczów (auch Nowy Dwór, deutsch: Neuguth, Neugut, Neuguth-Heinzenburg) ist ein Weiler in der Stadt- und Landgemeinde Polkowice im Powiat Polkowicki der Woiwodschaft Niederschlesien in Polen.
Die Landgemeinde Neuguth bestand von 1874 bis 1929, der gleichnamige Amtsbezirk von 1874 bis 1931.

## Geographie
Der Weiler liegt in Niederschlesien. Nachbarorte sind Sobin (Herbersdorf) im Norden, Nowinki (Heinzenburg) im Südosten, Trzmielów (Hummel) im Süden und Nowa Wieś Lubińska (Neudorf) im Westen. Die Kreisstadt Polkowice (Polkwitz) liegt etwa fünf Kilometer nördlich, Lubin (Lüben) 15 Kilometer südöstlich.

## Geschichte
Erwerber des Guts Neuguth und der Ruine der Heinzenburg wurde 1744 Christian von Busse, königlicher Kammerdirektor zu Glogau. Er ließ die Burgruine zur Kirche ausbauen. Sie diente seit 1751 den evangelischen Untertanen von Heinzenburg, Heinzendorf, Herbersdorf, Neudorf und Neuguth als Gemeindekirche. Seine Tochter Maria Magdalena, verwitwete von Massow erwarb 1768 die Erbherrschaft über Gut und Dörfer von ihrem Bruder, die bis 1840 im Besitz ihrer Nachkommen blieb.

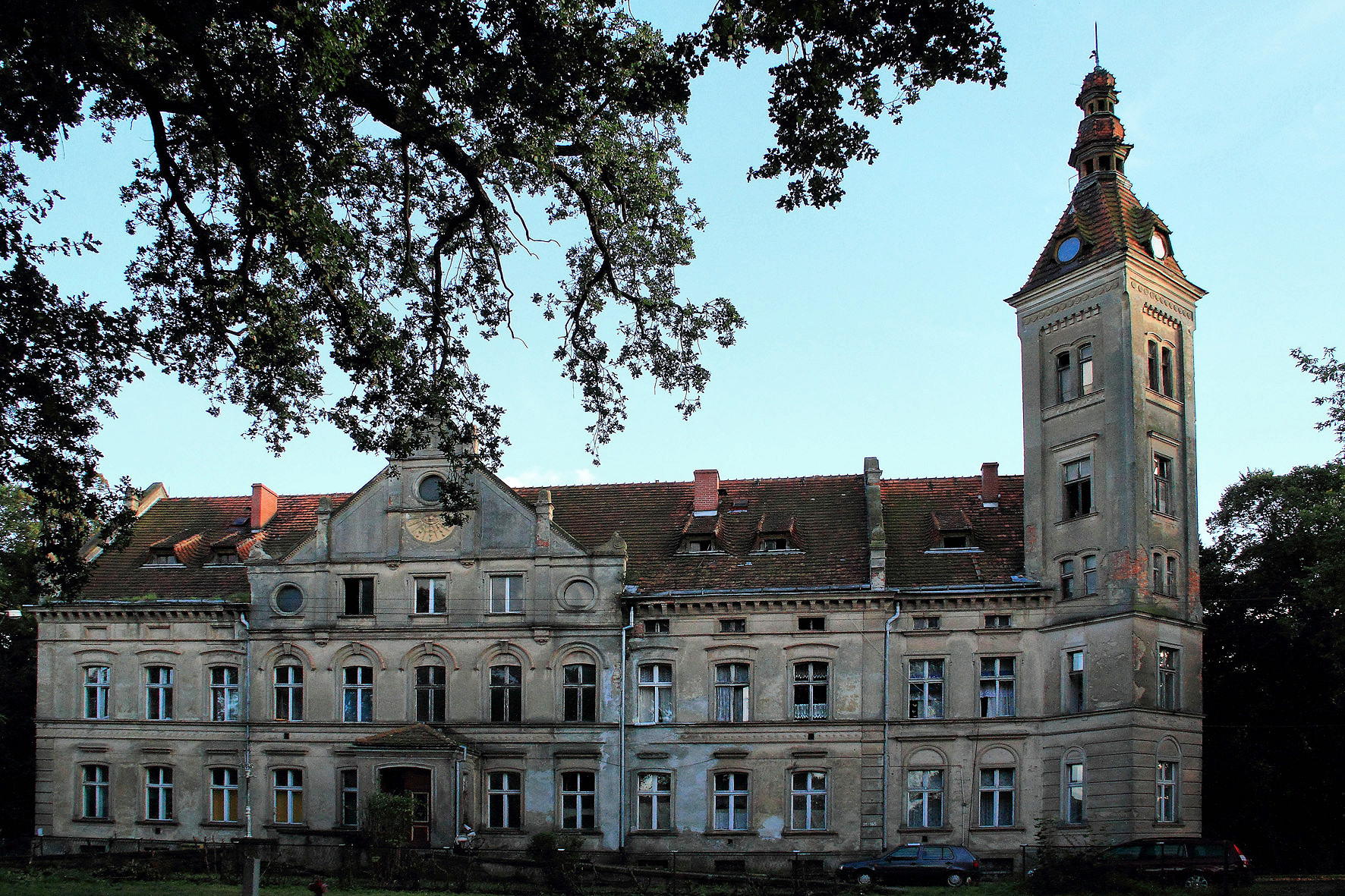
Schloss in Nowy Dwór

Neugut hatte um 1840 30 Häuser, ein Schloss mit Vorwerk Kriegs- und Domänenkammer zu Glogau und mit Heinzenburg 251 Einwohner, von denen 27 katholisch waren. Evangelische waren nach Heinzenburg, Katholiken nach Heinzendorf eingepfarrt. Neben der Ziegelei bestanden eine Roßmühle sowie zwei Wirtshäuser, niedergelassen waren vier Handwerker und zwei Viktualienhändler. Im Juli 1842 wurde der Bankier Prausnitzer in Liegnitz Besitzer des Ortes. Schulort war seit 1751 Heinzenburg.
Neuer Besitzer wurde 1870 Friedrich Wilhelm von der Recke von Volmerstein. Der Amtsbezirk Neuguth wurde am 16. Februar 1874 aus den Landgemeinden Heinzendorf (seit 1908 Groß Heinzendorf), Herbersdorf, Neudorf und Neuguth (mit Heinzenburg) und den Gutsbezirken Herbersdorf, Neudorf und Neuguth gebildet. Als erster Amtsvorsteher wurde für die Dauer von sechs Jahren Graf von der Recke in Neuguth ernannt. Letzte adlige Besitzer von Ort und Gut waren im 20. Jahrhundert die Müffling genannt Weiß.
Die Gutsbezirke wurden 1928 in die Landgemeinden eingegliedert. Die Landgemeinde Neuguth wurde am 4. April 1929 in Heinzenburg umbenannt, die entsprechende Umbenennung des Amtsbezirks Neuguth erfolgte am 21. November 1931. Die Landgemeinde Groß Heinzendorf kam 1933 zum Amtsbezirk hinzu. Am 1. April 1938 erfolgte die Eingliederung der Gemeinde Heinzenburg in die Gemeinde Groß Heinzendorf sowie die Umbenennung des Amtsbezirks Heinzenburg in Groß Heinzendorf. Im Jahr 1927 hatte Neuguth 131 Einwohner, 1939 mit Heinzenburg 227 Einwohner in 64 Haushalten.
Im Februar 1945 nahm die Rote Armee die Region ein und unterstellte sie in der Folge der Verwaltung der Volksrepublik Polen. Die einheimische deutsche Bevölkerung wurde vertrieben. Von 1975 bis 1998 gehörten Ort und Region zur Woiwodschaft Legnica, der Powiat war in dieser Zeit aufgelöst.

## Sehenswürdigkeit und Baudenkmale
Das Schloss Neuguth-Heinzenburg in Nowy Dwór ist mit Stand 2021 nicht auf der Nationalen Denkmalliste der Woiwodschaft aufgeführt. Die Datenbank führt verschiedene Nebengebäude des Guts als denkmalgeschützt auf.

## Verkehr
Włoszczów liegt an der Straße nach Pogorzeliska (Kriegheide), die in Lubków (Lübenwalde) von der Schnellstraße S3 (E65) abzweigt.